# Lake Burgess
Der Lake Burgess (englisch) ist ein verzweigter See an der Ingrid-Christensen-Küste des ostantarktischen Prinzessin-Elisabeth-Lands. In den Larsemann Hills liegt er etwa 1,3 km nordöstlich des Blundell Peak.
Das Antarctic Names Committee of Australia benannte ihn 1988 nach dem Limnologen Jim Burgess von der University of New South Wales, der im Rahmen der Australian National Antarctic Research Expeditions 1987 auf Law-Racoviță-Station tätig war.
Im Composite Gazetteer of Antarctica ist mit nahezu identischen Geokoordinaten ein See verzeichnet, den chinesische Wissenschaftler 1993 Xiangmi Hu (chinesisch 详密湖 Detaillierter See) benannten.